# Mar de la Paja
El mar de la Paja (en portugués Mar da Palha) es una gran cuenca o bahía del océano Atlántico situada en la parte central de la costa de Portugal, frente a la ciudad de Lisboa. A veces, erróneamente, se considera como el estuario del río Tajo,  aunque este río desagua en el propio mar de la Paja por un pequeño delta fluvial localizado en su parte norte[cita requerida]. El mar de la Paja comunica con el océano a través de un estrecho que bordea el Sur de la ciudad de Lisboa, y cruzado por el puente puente 25 de Abril. En la parte más ancha el mar de la Paja llega a alcanzar los 17 km entre ambas orillas.
Recibe el nombre de mar de la Paja debido a los residuos vegetales arrastrados por el río Tajo desde las lezírias —un término árabe que designa una zona agrícola muy fértil— ribatejanas aguas abajo, impulsados por las corrientes y los vientos que lo recorren en toda su extensión.

## Geografía
El mar de la Paja comienza al sur del mouchão  —una pequeña isla aluvial— de Alhandra (a la altura de Alverca do Ribatejo, donde empiezan a formarse la Cala do Norte y la Cala das Barcas (o del Sur), alrededor del mouchão da Póvoa, en la orilla norte, y la Cala da Arrábida, al sur del mouchão do Lombo do Tejo, en la margen sur (38°51′51″N 9°01′13″O / 38.86417, -9.02028)) y termina cuando el río se vuelve a estrechar entre el Terreiro do Paço, en  Lisboa, en la orilla norte, y Cacilhas  (ciudad de  Almada), en la margen sur (38°41′30″N 9°08′0″O / 38.69167, -9.13333).
A lo largo de las riberas del mar de la Paja se hallan las siguientes localidades: Alcochete, Alverca do Ribatejo, Póvoa de Santa Iria, Sacavém, Lisboa, Montijo, Barreiro, Amora, Seixal y Almada.
Toda la cuenca del mar de la Paja se caracteriza por sus fondos bajos y cambiantes. La navegación marítima se realiza por las calas y por canales que se mantienen con el calado necesario mediante el dragado, como el canal de Barreiro, en la orilla sur.
A pesar de ser un mar interior, no es raro encontrar olas relativamente altas causadas por la combinación del viento y las mareas con los fondos bajos, especialmente en su estrechamiento, en el que se crea un encuentro de aguas conocido como las Bailadeiras («bailarinas»), junto a Cacilhas.
Sus aguas son salobres desde la altura de Póvoa de Santa Iria, a pesar de que hay varios ríos que desaguan en sus aguas (río Trancão, río Sorraya y ribeira de Coina).
Sus riberas son casi todas pantanosas, y en ellas anidan gran cantidad de especies de aves, algunas de ellas migratorias. En la orilla sur se estableció la Reserva Natural del Estuario del Tajo (Reserva Natural do Estuário do Tejo).